# 段易長生
段易長生，大理國的皇子。
據美國加里福尼亞州南瑞的圣迭戈艺术博物馆藏的阿嵯耶觀音像，其背面有一段文字為「皇帝[白+票]信段政興，資為太子段易長生，段易長興等造……」云，該造像是大理景宗正康皇帝段正興為皇子祈福發願所造的。段易長生是太子，段易長興當即後來的大理國宣宗功極皇帝段智興。